# Liste der Nummer-eins-Hits in den Niederlanden (2003)
Dies ist eine Liste der Nummer-eins-Hits in den Niederlanden im Jahr 2003. Sie basiert auf den Nederlandse Top 40 von Radio 538 (Singles) bzw. den von der GfK ermittelten Dutch Album Top 100 dieses Jahres.
In diesem Jahr gab es 16 Nummer-eins-Singles und 11 Nummer-eins-Alben.

## Singles
| ← 2002 ← | Liste der Nummer-eins-Hits in den Niederlanden | Liste der Nummer-eins-Hits in den Niederlanden | Liste der Nummer-eins-Hits in den Niederlanden | 2004 →                    |
| \| Zeitraum \| Wo. ges. \| Interpret \| Titel Autor(en) \| Zusätzliche Informationen \| \| (Zeitraum, Wochen auf Platz eins, Interpret, Titel, Autor[en], zusätzliche Informationen) \| \| \| \| \| \| ----------------------------------------------------------------------------------------- \| -------- \| ------------------------------------- \| ---------------------------------------------------------------------------------------------------------------------------------------------------------------------------------------------------- \| ------------------------- \| \| 21. Dezember 2002 – 10. Januar 2003 3 Wochen \| 3 \| Robbie Williams \| Feel Guy Antony Chambers, Robert Peter Williams \| – \| \| 11. Januar 2003 – 7. Februar 2003 4 Wochen \| 4 \| Eminem \| Lose Yourself Marshall B. Mathers, Luis Edgardo Resto, Jeff Bass \| – \| \| 8. Februar 2003 – 14. März 2003 5 Wochen \| 5 \| Blue & Elton John \| Sorry Seems to Be the Hardest Word Elton John, Bernie Taupin \| – \| \| 15. März 2003 – 28. März 2003 2 Wochen \| 2 \| Gareth Gates \| Anyone of Us (Stupid Mistake) Musik: Per Olof Magnusson, David Bengt Kreuger, Jörgen Kjell Aake Elofsson; Text: Jörgen Kjell Aake Elofsson \| – \| \| 29. März 2003 – 16. Mai 2003 7 Wochen \| 7 \| Jamai \| Step Right Up Andreas Mikael Carlsson, Jörgen Kjell Aake Elofsson \| – \| \| 17. Mai 2003 – 6. Juni 2003 3 Wochen \| 3 \| Jim \| Tell Her Nigel Butler, Wayne Anthony Hector, Raymond George Hedges \| – \| \| 7. Juni 2003 – 13. Juni 2003 1 Woche \| 1 \| Sean Paul \| Get Busy Sean Paul Henriques, Steven Michael Marsden \| – \| \| 14. Juni 2003 – 15. August 2003 9 Wochen \| 9 \| The Underdog Project & the Sunclub \| Summer Jam 2003 Edgar Robin Albers, Johannes Dieter Kranenburg, Michael A. Rozenbroek, Toni Cottura, Shahin Moshirian, Stephan Browarczyk, Vickash Chetty Krishna, Craig Scott Smart, Christoph Brüx \| – \| \| 16. August 2003 – 12. September 2003 4 Wochen \| 4 \| Lumidee feat. Busta Rhymes & Fabolous \| Never Leave You (Uh Oooh, Uh Oooh) Steven Michael Marsden, Edwin Z. Perez, Lumidee Cedeño, Teddy Rafael Mendez \| – \| \| 13. September 2003 – 26. September 2003 2 Wochen \| 2 \| Outlandish \| Aicha Musik: Jean-Jacques Goldman; Text: Jean-Jacques Goldman, Khaled Hadj Brahim \| – \| \| 27. September 2003 – 3. Oktober 2003 1 Woche (insgesamt 4) \| 4 \| Ch!pz \| Cowboy Roeland A. Esseboom, Johan Struik \| – \| \| 4. Oktober 2003 – 10. Oktober 2003 1 Woche \| 1 \| The Black Eyed Peas \| Where Is the Love? William Adams, Allan Apll Pineda, Priese Prince Lamont Board, Mike Fratantuno, Justin R. Timberlake, Jaime Luis Gomez, George Pajon \| – \| \| 11. Oktober 2003 – 17. Oktober 2003 1 Woche \| 1 \| Tiësto \| Traffic Tijs Michiel Verwest \| – \| \| 18. Oktober 2003 – 14. November 2003 4 Wochen \| 4 \| Nena & Kim Wilde \| Anyplace, Anywhere, Anytime Musik: Jörn Fahrenkrog-Petersen; Text: Carlo Karges, Lisa C. Dalbello \| – \| \| 15. November 2003 – 5. Dezember 2003 3 Wochen (insgesamt 4) \| 4 \| Ch!pz \| Cowboy Roeland A. Esseboom, Johan Struik \| – \| \| 6. Dezember 2003 – 19. Dezember 2003 2 Wochen \| 2 \| Frans Bauer \| Heb je even voor mij Bernard Emile Hartkamp \| – \| \| 20. Dezember 2003 – 13. Februar 2004 8 Wochen \| 8 \| Marco Borsato \| Afscheid nemen bestaat niet John O. C. W. Ewbank, Henri C. G. Han Kooreneef \| – \| |                                                |                                                | |                           |
| ← 2002 |                                                |                                                | | → 2004 →                  |
| Zeitraum | Wo. ges.                                       | Interpret                                      | Titel Autor(en) | Zusätzliche Informationen |
| (Zeitraum, Wochen auf Platz eins, Interpret, Titel, Autor[en], zusätzliche Informationen) |                                                |                                                | |                           |
| 21. Dezember 2002 – 10. Januar 2003 3 Wochen | 3                                              | Robbie Williams                                | Feel Guy Antony Chambers, Robert Peter Williams | –                         |
| 11. Januar 2003 – 7. Februar 2003 4 Wochen | 4                                              | Eminem                                         | Lose Yourself Marshall B. Mathers, Luis Edgardo Resto, Jeff Bass | –                         |
| 8. Februar 2003 – 14. März 2003 5 Wochen | 5                                              | Blue & Elton John                              | Sorry Seems to Be the Hardest Word Elton John, Bernie Taupin | –                         |
| 15. März 2003 – 28. März 2003 2 Wochen | 2                                              | Gareth Gates                                   | Anyone of Us (Stupid Mistake) Musik: Per Olof Magnusson, David Bengt Kreuger, Jörgen Kjell Aake Elofsson; Text: Jörgen Kjell Aake Elofsson                                                           | –                         |
| 29. März 2003 – 16. Mai 2003 7 Wochen | 7                                              | Jamai                                          | Step Right Up Andreas Mikael Carlsson, Jörgen Kjell Aake Elofsson | –                         |
| 17. Mai 2003 – 6. Juni 2003 3 Wochen | 3                                              | Jim                                            | Tell Her Nigel Butler, Wayne Anthony Hector, Raymond George Hedges | –                         |
| 7. Juni 2003 – 13. Juni 2003 1 Woche | 1                                              | Sean Paul                                      | Get Busy Sean Paul Henriques, Steven Michael Marsden | –                         |
| 14. Juni 2003 – 15. August 2003 9 Wochen | 9                                              | The Underdog Project & the Sunclub             | Summer Jam 2003 Edgar Robin Albers, Johannes Dieter Kranenburg, Michael A. Rozenbroek, Toni Cottura, Shahin Moshirian, Stephan Browarczyk, Vickash Chetty Krishna, Craig Scott Smart, Christoph Brüx | –                         |
| 16. August 2003 – 12. September 2003 4 Wochen | 4                                              | Lumidee feat. Busta Rhymes & Fabolous          | Never Leave You (Uh Oooh, Uh Oooh) Steven Michael Marsden, Edwin Z. Perez, Lumidee Cedeño, Teddy Rafael Mendez                                                                                       | –                         |
| 13. September 2003 – 26. September 2003 2 Wochen | 2                                              | Outlandish                                     | Aicha Musik: Jean-Jacques Goldman; Text: Jean-Jacques Goldman, Khaled Hadj Brahim | –                         |
| 27. September 2003 – 3. Oktober 2003 1 Woche (insgesamt 4) | 4                                              | Ch!pz                                          | Cowboy Roeland A. Esseboom, Johan Struik | –                         |
| 4. Oktober 2003 – 10. Oktober 2003 1 Woche | 1                                              | The Black Eyed Peas                            | Where Is the Love? William Adams, Allan Apll Pineda, Priese Prince Lamont Board, Mike Fratantuno, Justin R. Timberlake, Jaime Luis Gomez, George Pajon                                               | –                         |
| 11. Oktober 2003 – 17. Oktober 2003 1 Woche | 1                                              | Tiësto                                         | Traffic Tijs Michiel Verwest | –                         |
| 18. Oktober 2003 – 14. November 2003 4 Wochen | 4                                              | Nena & Kim Wilde                               | Anyplace, Anywhere, Anytime Musik: Jörn Fahrenkrog-Petersen; Text: Carlo Karges, Lisa C. Dalbello | –                         |
| 15. November 2003 – 5. Dezember 2003 3 Wochen (insgesamt 4) | 4                                              | Ch!pz                                          | Cowboy Roeland A. Esseboom, Johan Struik | –                         |
| 6. Dezember 2003 – 19. Dezember 2003 2 Wochen | 2                                              | Frans Bauer                                    | Heb je even voor mij Bernard Emile Hartkamp | –                         |
| 20. Dezember 2003 – 13. Februar 2004 8 Wochen | 8                                              | Marco Borsato                                  | Afscheid nemen bestaat niet John O. C. W. Ewbank, Henri C. G. Han Kooreneef | –                         |

## Alben
| ← 2002 ← | Liste der Nummer-eins-Hits in den Niederlanden | Liste der Nummer-eins-Hits in den Niederlanden | Liste der Nummer-eins-Hits in den Niederlanden | 2004 →                    |
| \| Zeitraum \| Wo. ges. \| Interpret \| Titel \| Zusätzliche Informationen \| \| (Zeitraum, Wochen auf Platz eins, Interpret, Titel, zusätzliche Informationen) \| \| \| \| \| \| ------------------------------------------------------------------------------ \| -------- \| --------------- \| ------------------------------ \| ------------------------- \| \| 14. Dezember 2002 – 7. März 2003 12 Wochen (insgesamt 15) \| 15 \| Robbie Williams \| Escapology \| – \| \| 8. März 2003 – 2. Mai 2003 8 Wochen \| 8 \| Norah Jones \| Come Away with Me \| – \| \| 3. Mai 2003 – 6. Juni 2003 5 Wochen \| 5 \| Ilse DeLange \| Clean Up \| – \| \| 7. Juni 2003 – 13. Juni 2003 1 Woche \| 1 \| Live \| Birds of Pray \| – \| \| 14. Juni 2003 – 11. Juli 2003 4 Wochen \| 4 \| Bløf \| Omarm \| – \| \| 12. Juli 2003 – 18. Juli 2003 1 Woche (insgesamt 3) \| 3 \| André Hazes \| 25 jaar – Het allerbeste van … \| – \| \| 19. Juli 2003 – 25. Juli 2003 1 Woche \| 1 \| Kane \| What If \| – \| \| 26. Juli 2003 – 22. August 2003 4 Wochen (insgesamt 15) \| 15 \| Robbie Williams \| Escapology \| – \| \| 23. August 2003 – 12. September 2003 3 Wochen \| 3 \| Jim \| Impressed \| – \| \| 13. September 2003 – 19. September 2003 1 Woche \| 1 \| The Neptunes \| The Neptunes Present … Clones \| – \| \| 20. September 2003 – 17. Oktober 2003 4 Wochen \| 4 \| K3 \| Oya lélé \| – \| \| 18. Oktober 2003 – 16. Januar 2004 13 Wochen \| 13 \| Frans Bauer \| ’N ons geluk \| – \| |                                                |                                                |                                                |                           |
| ← 2002 |                                                |                                                |                                                | → 2004 →                  |
| Zeitraum | Wo. ges.                                       | Interpret                                      | Titel                                          | Zusätzliche Informationen |
| (Zeitraum, Wochen auf Platz eins, Interpret, Titel, zusätzliche Informationen) |                                                |                                                |                                                |                           |
| 14. Dezember 2002 – 7. März 2003 12 Wochen (insgesamt 15) | 15                                             | Robbie Williams                                | Escapology                                     | –                         |
| 8. März 2003 – 2. Mai 2003 8 Wochen | 8                                              | Norah Jones                                    | Come Away with Me                              | –                         |
| 3. Mai 2003 – 6. Juni 2003 5 Wochen | 5                                              | Ilse DeLange                                   | Clean Up                                       | –                         |
| 7. Juni 2003 – 13. Juni 2003 1 Woche | 1                                              | Live                                           | Birds of Pray                                  | –                         |
| 14. Juni 2003 – 11. Juli 2003 4 Wochen | 4                                              | Bløf                                           | Omarm                                          | –                         |
| 12. Juli 2003 – 18. Juli 2003 1 Woche (insgesamt 3) | 3                                              | André Hazes                                    | 25 jaar – Het allerbeste van …                 | –                         |
| 19. Juli 2003 – 25. Juli 2003 1 Woche | 1                                              | Kane                                           | What If                                        | –                         |
| 26. Juli 2003 – 22. August 2003 4 Wochen (insgesamt 15) | 15                                             | Robbie Williams                                | Escapology                                     | –                         |
| 23. August 2003 – 12. September 2003 3 Wochen | 3                                              | Jim                                            | Impressed                                      | –                         |
| 13. September 2003 – 19. September 2003 1 Woche | 1                                              | The Neptunes                                   | The Neptunes Present … Clones                  | –                         |
| 20. September 2003 – 17. Oktober 2003 4 Wochen | 4                                              | K3                                             | Oya lélé                                       | –                         |
| 18. Oktober 2003 – 16. Januar 2004 13 Wochen | 13                                             | Frans Bauer                                    | ’N ons geluk                                   | –                         |

## Jahreshitparaden
| ← 2002 ← | Liste der Nummer-eins-Hits in den Niederlanden | Liste der Nummer-eins-Hits in den Niederlanden | Liste der Nummer-eins-Hits in den Niederlanden | 2004 →   |
| \| Singles \| Position# \| Alben \| \| --------------------------------------------------------------------------------------------------------------------------------------------------------------------------------------------------------------------------------------- \| --------- \| ------------------------------------ \| \| Summer Jam 2003 The Underdog Project & the Sunclub Edgar Robin Albers, Johannes Dieter Kranenburg, Michael A. Rozenbroek, Toni Cottura, Shahin Moshirian, Stephan Browarczyk, Vickash Chetty Krishna, Craig Scott Smart, Christoph Brüx \| 1 \| Escapology Robbie Williams \| \| Sorry Seems to Be the Hardest Word Blue & Elton John Elton John, Bernie Taupin \| 2 \| Come Away with Me Norah Jones \| \| Anyplace, Anywhere, Anytime Nena & Kim Wilde Musik: Jörn Fahrenkrog-Petersen; Text: Carlo Karges, Lisa C. Dalbello \| 3 \| ’N ons geluk Frans Bauer \| \| Where Is the Love? The Black Eyed Peas William Adams, Allan Apll Pineda, Priese Prince Lamont Board, Mike Fratantuno, Justin R. Timberlake, Jaime Luis Gomez, George Pajon \| 4 \| Life for Rent Dido \| \| Ik wou dat ik jou was Veldhuis & Kemper Remco P. Veldhuis, Richardus P. Kemper \| 5 \| Oya lélé K3 \| \| Feel Robbie Williams Guy Antony Chambers, Robert Peter Williams \| 6 \| A Rush of Blood to the Head Coldplay \| \| Sunrise Simply Red Mick Hucknall, Daryl Hall, John Oates, Sara Allen \| 7 \| Home Simply Red \| \| In da Club 50 Cent Michael A. Elizondo Jr., André Romell Young, Curtis James Jackson \| 8 \| Omarm Bløf \| \| Traffic Tiësto Tijs Michiel Verwest \| 9 \| Testify Phil Collins \| \| White Flag Dido Dido Armstrong, Richard W. Nowels Jr., Rollo Armstrong \| 10 \| Justified Justin Timberlake \| |                                                |                                                |                                                |          |
| ← 2002 |                                                |                                                |                                                | → 2004 → |
| Singles | Position#                                      | Alben                                          |                                                |          |
| Summer Jam 2003 The Underdog Project & the Sunclub Edgar Robin Albers, Johannes Dieter Kranenburg, Michael A. Rozenbroek, Toni Cottura, Shahin Moshirian, Stephan Browarczyk, Vickash Chetty Krishna, Craig Scott Smart, Christoph Brüx | 1                                              | Escapology Robbie Williams                     |                                                |          |
| Sorry Seems to Be the Hardest Word Blue & Elton John Elton John, Bernie Taupin | 2                                              | Come Away with Me Norah Jones                  |                                                |          |
| Anyplace, Anywhere, Anytime Nena & Kim Wilde Musik: Jörn Fahrenkrog-Petersen; Text: Carlo Karges, Lisa C. Dalbello | 3                                              | ’N ons geluk Frans Bauer                       |                                                |          |
| Where Is the Love? The Black Eyed Peas William Adams, Allan Apll Pineda, Priese Prince Lamont Board, Mike Fratantuno, Justin R. Timberlake, Jaime Luis Gomez, George Pajon | 4                                              | Life for Rent Dido                             |                                                |          |
| Ik wou dat ik jou was Veldhuis & Kemper Remco P. Veldhuis, Richardus P. Kemper | 5                                              | Oya lélé K3                                    |                                                |          |
| Feel Robbie Williams Guy Antony Chambers, Robert Peter Williams | 6                                              | A Rush of Blood to the Head Coldplay           |                                                |          |
| Sunrise Simply Red Mick Hucknall, Daryl Hall, John Oates, Sara Allen | 7                                              | Home Simply Red                                |                                                |          |
| In da Club 50 Cent Michael A. Elizondo Jr., André Romell Young, Curtis James Jackson | 8                                              | Omarm Bløf                                     |                                                |          |
| Traffic Tiësto Tijs Michiel Verwest | 9                                              | Testify Phil Collins                           |                                                |          |
| White Flag Dido Dido Armstrong, Richard W. Nowels Jr., Rollo Armstrong | 10                                             | Justified Justin Timberlake                    |                                                |          |